# Shakarkūh
Shakarkūh (persiska: شكركوه) är en ort i Iran.   Den ligger i provinsen Mazandaran, i den norra delen av landet, 90 km norr om huvudstaden Teheran. Shakarkūh ligger 1 290 meter över havet och antalet invånare är 251.
Terrängen runt Shakarkūh är bergig österut, men västerut är den kuperad. Terrängen runt Shakarkūh sluttar österut. Runt Shakarkūh är det ganska tätbefolkat, med 80 invånare per kvadratkilometer. Närmaste större samhälle är Kalārdasht, 6,2 km väster om Shakarkūh. I omgivningarna runt Shakarkūh växer i huvudsak blandskog.